# Liste der Biografien/Sua
Liste der Biografien |
Portal Biografien |
Personensuche
# |
A |
B |
C |
D |
E |
F |
G |
H |
I |
J |
K |
L |
M |
N |
O |
P |
Q |
R |
S |
T |
U |
V |
W |
X |
Y |
Z |
?
 
Sa |
Sb |
Sc |
Sd |
Se |
Sf |
Sg |
Sh |
Si |
Sj |
Sk |
Sl |
Sm |
Sn |
So |
Sp |
Sq |
Sr |
Ss |
St |
Su |
Sv |
Sw |
Sy |
Sz
 
Sua |
Sub |
Suc |
Sud |
Sue |
Suf |
Sug |
Suh |
Sui |
Suj |
Suk |
Sul |
Sum |
Sun |
Suo |
Sup |
Suq |
Sur |
Sus |
Sut |
Suu |
Suv |
Suw |
Sux |
Suy |
Suz
Die Liste der Biografien führt alle Personen auf, die in der deutschsprachigen Wikipedia einen Artikel haben. Dieses ist eine Teilliste mit 128 Einträgen von Personen, deren Namen mit den Buchstaben „Sua“ beginnt.

## Sua
- Sua, Derek (* 1987), samoanischer Judoka
- Suà, Raffaele (1708–1766), Bühnenbildner, Zeichner und Architekt
- Su'a, Sulu'ape Paulo II. (1949–1999), samoanischer tufuga ta tatau (tatau-Meister)

### Suab
- Suabedissen, David Theodor August (1773–1835), deutscher evangelischer Theologe, Pädagoge und Philosoph

### Suad
- Suadicani, Carl Ferdinand (1753–1824), deutscher Mediziner
- Suadicani, Carl Hartwig (1842–1923), deutscher Wasserbauingenieur
- Suadicani, Erna (1887–1977), deutsche Kunsthistorikerin und Mueumsmitarbeiterin
- Suadicani, Victor Andreas (1809–1888), deutscher Verwaltungsjurist und Bürgermeister von Northeim
- Suadicani, Waldemar (1847–1926), deutscher Architekt und preußischer Baubeamter

### Sual
- Sualauvi II., Vaʻaletoa (* 1947), samoanischer Politiker und Staatsoberhaupt von SamoaVaʻaletoa Sualauvi II. (* 1947)

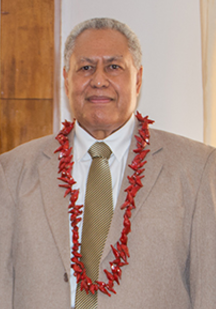
Vaʻaletoa Sualauvi II. (* 1947)

- Sualem, Rennequin (1645–1708), wallonischer Zimmermann und Ingenieur

### Suam
- Sua’mene, Iafeta (* 1946), samoanischer Zehnkämpfer

### Suan
- Suan Lam Mang (* 1994), myanmarischer Fußballspieler
- Suan, Abbas (* 1976), arabisch-israelischer Fußballspieler
- Suan, Hau Do (* 1954), myanmarischer Botschafter
- Suanhild († 1085), Äbtissin im Stift Essen
- Suaniu, Iloai (* 1978), samoanische Speerwerferin

### Suar
- Suard, Jean Baptiste Antoine (1732–1817), französischer Journalist
- Suardiaz, Nia (* 2007), spanische WingfoilerinNia Suardiaz (* 2007)

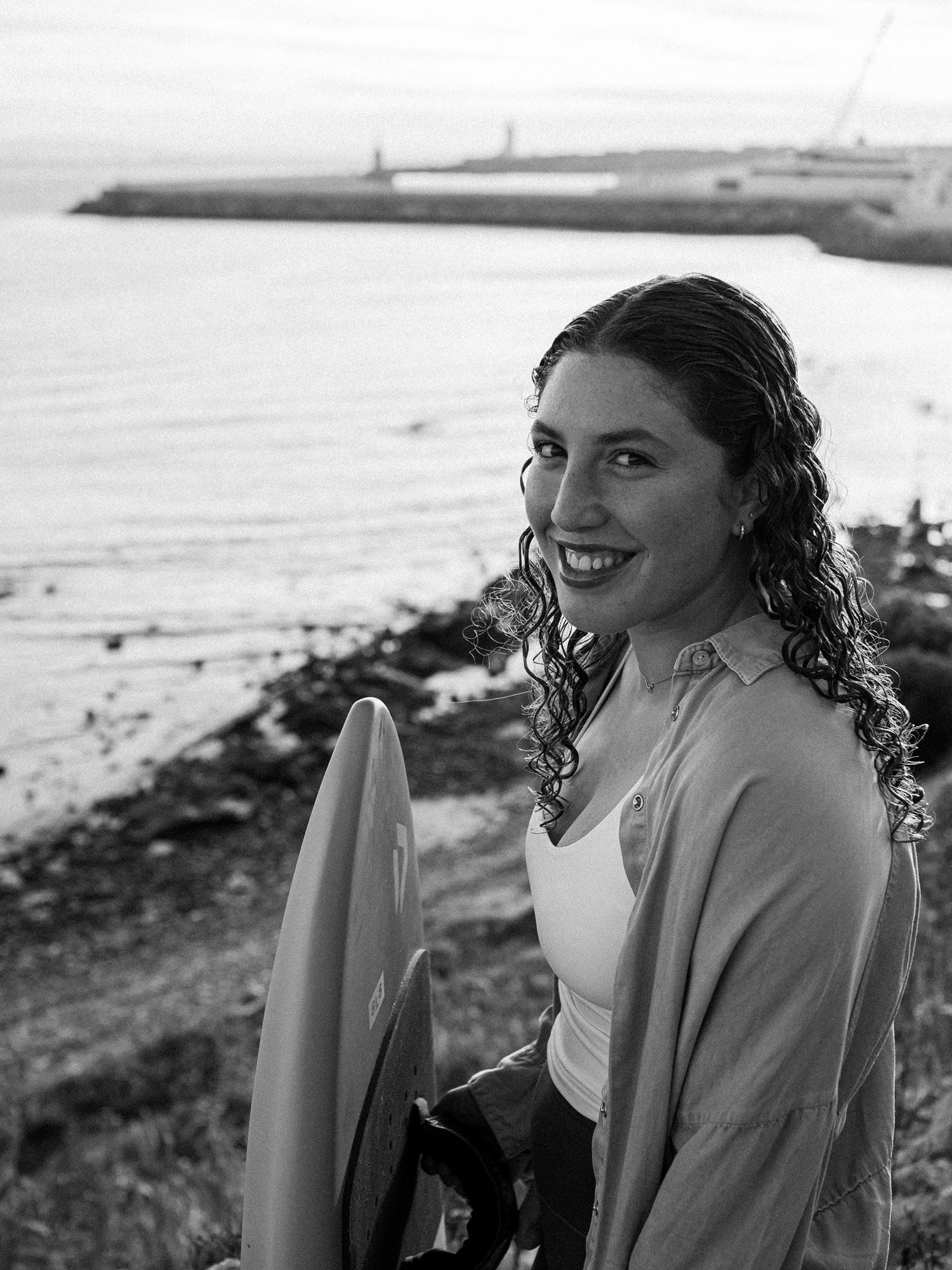
Nia Suardiaz (* 2007)

- Suardo, Giacomo (1883–1947), italienischer Politiker
- Suarès, André (1868–1948), französischer Dichter
- Suárez Burgos, Hernando, kolumbianischer Medienunternehmer
- Suárez Cázares, Carlos (* 1946), mexikanischer Geistlicher, emeritierter römisch-katholischer Bischof
- Suárez Coppel, Juan José, mexikanischer Öl-Manager
- Suárez Cueva, Jesús (* 1954), spanischer Radrennfahrer
- Suárez de Mendoza, Lorenzo (1518–1583), Vizekönig von Neuspanien
- Suárez de Villegas, Francisco († 1664), portugiesischer Karmelitenpater
- Suárez Del Toro Rivero, Juan Manuel (* 1952), spanischer Wirtschaftsingenieur, Präsident der Rotkreuz- und Rothalbmond-Gesellschaften (2001–2009)
- Suárez Diaz, Natan Antonio (* 1998), spanischer Handballspieler
- Suárez Flamerich, Germán (1907–1990), venezolanischer Politiker, Präsident von Venezuela
- Suárez Gómez, Roberto (1932–2000), bolivianischer Drogenhändler
- Suárez Inda, Alberto (* 1939), mexikanischer Geistlicher, emeritierter römisch-katholischer Erzbischof von Morelia
- Suárez Mallagray, Edgardo Carlos (* 1968), salvadorianischer Diplomat
- Suárez Martín, Alejandro (* 1974), spanischer Fußballspieler
- Suárez Mason, Guillermo (1924–2005), argentinischer General
- Suárez Navarro, Carla (* 1988), spanische Tennisspielerin
- Suárez Paz, Fernando (1941–2020), argentinischer Tango-Violinist
- Suárez Perret, Adolfo (1930–2001), peruanischer Karambolagespieler und Weltmeister
- Suárez Rivera, Adolfo Antonio (1927–2008), mexikanischer Geistlicher, Erzbischof von Monterrey und Kardinal
- Suárez Rojas, Víctor Julio (1953–2010), kolumbianischer Guerillakämpfer, Armeechef der Revolutionären Streitkräfte Kolumbiens (FARC)
- Suárez Salazar, Luis (* 1950), kubanischer Soziologe und Politologe
- Suárez y Núñez, Miguel Gerónimo, spanischer Publizist und Gelehrter
- Suárez, Adolfo (1932–2014), spanischer Jurist, Politiker und Premierminister
- Suárez, Álex (* 1993), spanischer Basketballspieler
- Suárez, Anahí (* 2001), ecuadorianische Sprinterin
- Suárez, Antonio (1932–1981), spanischer Radrennfahrer
- Suárez, Armando (* 1910), mexikanischer Fußballspieler und -funktionär
- Suárez, Blanca (* 1988), spanische SchauspielerinBlanca Suárez (* 1988)

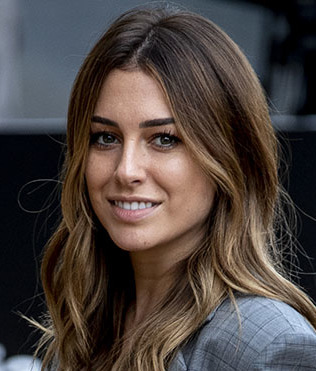
Blanca Suárez (* 1988)

- Suárez, Carlos (* 1986), spanischer Basketballspieler
- Suárez, Carlos (* 1993), US-amerikanischer Boxer (Trinidad und Tobago), Olympiateilnehmer
- Suárez, Cecilia (* 1971), spanisch-mexikanische Schauspielerin und Aktivistin gegen Femizid, Gewalt gegen Frauen und Menschenrechte
- Suárez, César (* 1968), mexikanischer Fußballspieler
- Suárez, Chany (* 1950), argentinische Sängerin
- Suarez, Charly (* 1988), philippinischer Boxer
- Suárez, Claudio (* 1968), mexikanischer Fußballspieler
- Suárez, Constancio S., mexikanischer Dramatiker
- Suárez, Cristián (* 1987), chilenischer Fußballspieler
- Suárez, Cristián (* 1999), ecuadorianischer Hammerwerfer
- Suárez, Damián (* 1988), uruguayischer Fußballspieler
- Suárez, Danay (* 1985), kubanische Rapperin und R&B-Sängerin
- Suarez, Daniel (* 1964), US-amerikanischer Softwareentwickler, Berater und SchriftstellerDaniel Suarez (* 1964)

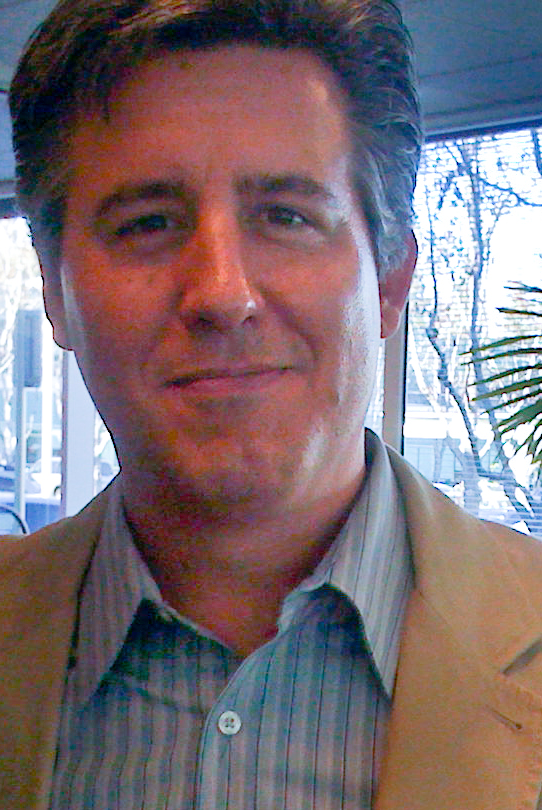
Daniel Suarez (* 1964)

- Suárez, Danilo (* 1989), uruguayischer Fußballspieler
- Suárez, Denis (* 1994), spanischer Fußballspieler
- Suárez, Diego (* 1992), uruguayischer Fußballspieler
- Suárez, Emilia (* 1998), US-amerikanische Schauspielerin, Model und Musikerin.
- Suárez, Emma (* 1964), spanische SchauspielerinEmma Suárez (* 1964)

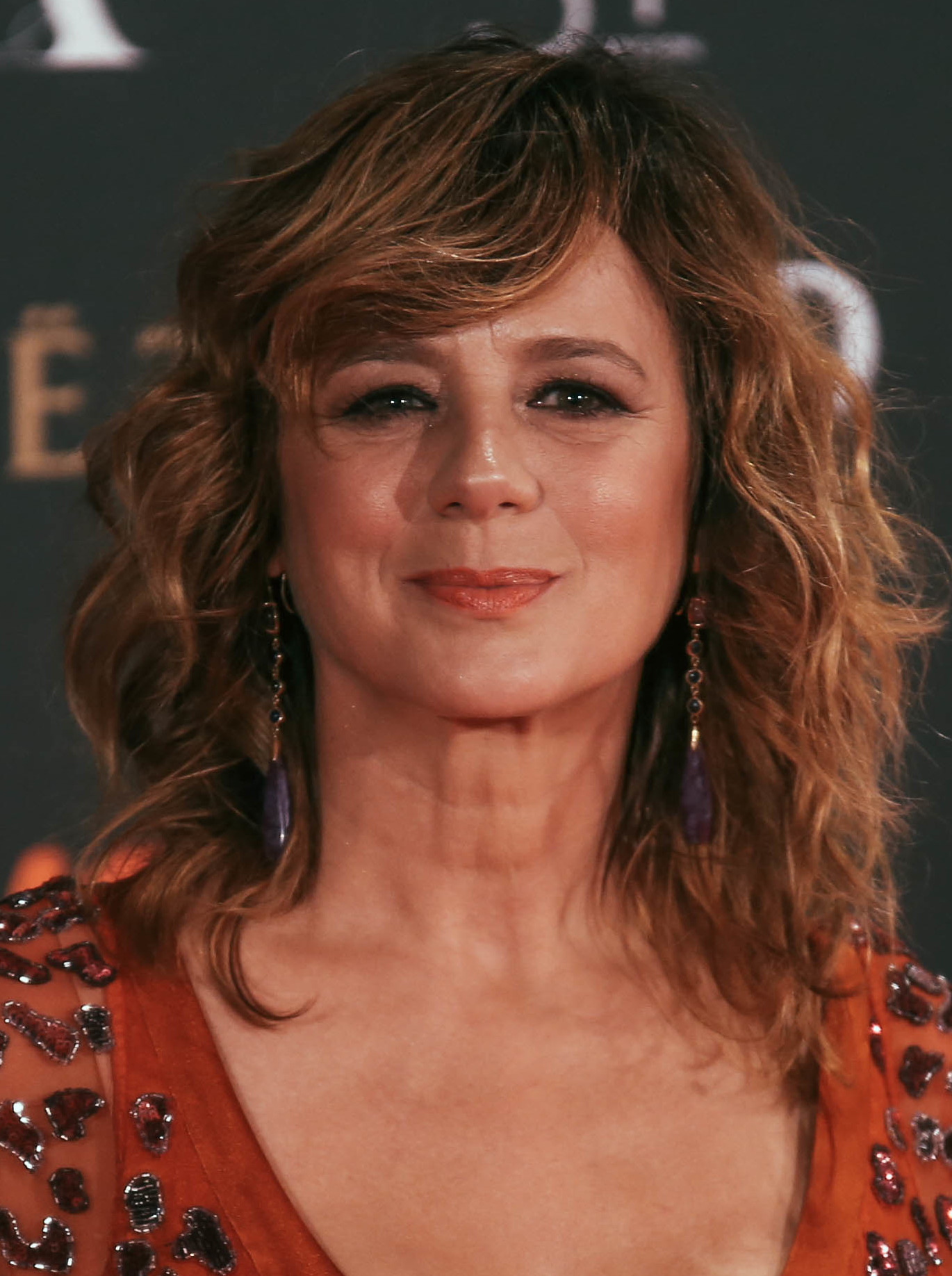
Emma Suárez (* 1964)

- Suárez, Erick (* 1999), bolivianischer Weitspringer
- Suárez, Esteban (* 1975), spanischer Fußballspieler
- Suarez, Estela, spanische Physikerin
- Suárez, Ezequiel (* 1997), dominikanischer Sprinter
- Suárez, Félix (1950–2020), spanischer Radrennfahrer
- Suarez, Francis (* 1977), US-amerikanischer Rechtsanwalt und Politiker
- Suárez, Francisco (1548–1617), portugiesischer Theologe und Philosoph
- Suárez, Guillermo Alejandro (* 1985), argentinischer Fußballspieler
- Suárez, Inés (1507–1580), Conquistadorin
- Suárez, Isaac (* 1979), spanischer Cyclocrossfahrer
- Suárez, Javier (* 1943), kolumbianischer Radrennfahrer
- Suárez, Javier (* 1966), spanischer Ökonom und Professor an der CEMFI
- Suárez, Jeison (* 1991), kolumbianischer Leichtathlet
- Suárez, Jesús María (1845–1922), venezolanischer Pianist, Komponist und Musikpädagoge
- Suárez, Joaquín (1781–1868), uruguayischer Politiker
- Suárez, José (1919–1981), spanischer Schauspieler
- Suárez, José Aurelio (* 1995), spanischer Fußballtorhüter
- Suárez, José León (1872–1929), argentinischer Jurist, international tätiger Anwalt und Hochschullehrer
- Suárez, José Luis, mexikanischer Fußballspieler
- Suárez, Juan Horacio (* 1938), argentinischer Geistlicher, emeritierter Bischof von Gregorio de Laferrère
- Suárez, Juan Pablo (* 1985), kolumbianischer Radrennfahrer
- Suárez, Leonel (* 1987), kubanischer Zehnkämpfer
- Suarez, Lionel (* 1977), französischer Akkordeonist
- Suárez, Luis (1935–2023), spanischer Fußballspieler und -trainer
- Suárez, Luis (* 1987), uruguayischer FußballspielerLuis Suárez (* 1987)

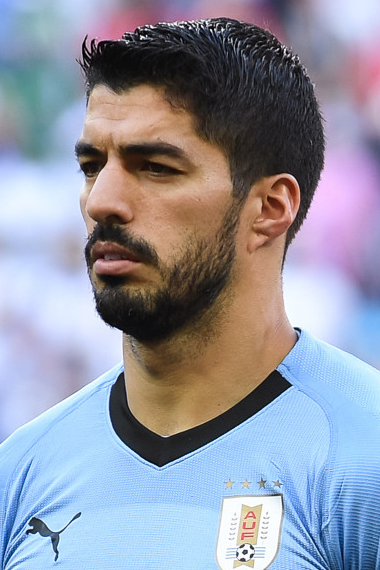
Luis Suárez (* 1987)

- Suárez, Luis (* 1997), kolumbianischer Fußballspieler
- Suárez, Luis Fernando (* 1959), kolumbianischer Fußballspieler und -trainer
- Suárez, María Eugenia (* 1992), argentinische Schauspielerin, Sängerin und Model
- Suárez, Mariano (1897–1980), ecuadorianischer Anwalt und Politiker
- Suárez, Mario (1926–2018), venezolanischer Sänger
- Suárez, Mario (* 1987), spanischer Fußballspieler
- Suárez, Mathías (* 1996), uruguayischer Fußballspieler
- Suárez, Matías (* 1988), argentinischer Fußballspieler
- Suárez, Narciso (* 1960), spanischer Kanute
- Suárez, Nicolás (1851–1940), bolivianischer Kautschuk-Baron
- Suárez, Osvaldo (1934–2018), argentinischer Leichtathlet
- Suárez, Paola (* 1976), argentinische Tennisspielerin
- Suárez, Pedro (1908–1979), spanisch-argentinischer Fußballspieler
- Suárez, Secundino (* 1955), spanischer Fußballspieler
- Suárez, Sergio (* 1987), spanischer Fußballspieler
- Suarinus, Abraham (1563–1615), deutscher lutherischer Theologe
- Suarsana, Yan (* 1982), deutscher evangelischer Theologe
- Suart, Ron (1920–2015), englischer Fußballspieler und -trainer

### Suas
- Suassuna, Ariano (1927–2014), brasilianischer Schriftsteller
- Suástegui Muñoz, Marco Antonio († 2025), mexikanischer Umweltschützer und Bürgerrechtler

### Suat
- Suatobor, Herzog der Pommern
- Suatopolk, Herzog der Pommern

### Suau
- Suau, Anthony (* 1956), US-amerikanischer Fotograf
- Suau, Jean (1503–1566), französischer Geistlicher, Bischof von Mirepoix und Kardinal
- Suaudeau, Jean-Claude (* 1938), französischer Fußballspieler und -trainer

### Suav

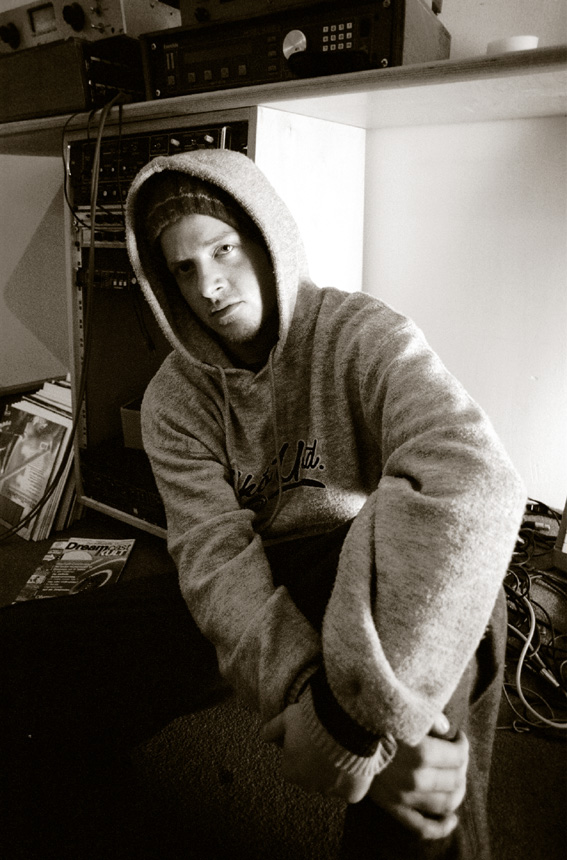
Nico Suave

- Suave, Nico, deutscher RapperNico Suave
- Suavegotta, fränkische Königin
- Suavi (* 1950), türkischer Sänger

### Suaw
- Suawe, Bartholomaeus (1494–1566), evangelischer Theologe und Reformator
- Suawe, Petrus (1496–1552), deutscher lutherischer Theologe, dänischer Diplomat

### Suaz
- Suaza, Jaime (* 1986), kolumbianischer Bahn- und Straßenradrennfahrer
- Suazo Córdova, Roberto (1927–2018), honduranischer Politiker, Präsident (1982–1986)
- Suazo, David (* 1979), honduranischer Fußballspieler
- Suazo, Gabriel (* 1997), chilenischer Fußballspieler
- Suazo, Humberto (* 1981), chilenischer Fußballspieler
- Suazo, Julio (* 1954), chilenischer Fußballspieler
- Suazo, Maynor René (* 1979), honduranischer Fußballspieler